# Modern Lifestyle
Modern Lifestyle (англ. «Современный стиль жизни») — второй студийный альбом немецкого синти-поп-дуэта The Twins, вышедший 11 октября 1982 года на лейбле Hansa International. 
Альбом был записан с 24 по 26 августа 1982 года в студии Recordland Studio, Берлин (бывшая студия звукозаписи "Paragon"), и затем сведён с 1 по 3 сентября 1982 года в студии Recordland, за исключением «I'm Staying Alive», которая была сведена в Hansa Studios в Берлине.
Выходу альбома предшествовали синглы: «Birds And Dogs» и «Face To Face — Heart To Heart» (последний вошёл в топ-5 хит-парада в Италии, а также поднялся в Dance Club Songs Billboard USA до 17 места).
В 1995 году с разрешения лейбла Hansa альбом был отремастирован и впервые издан на CD на собственном лейбле группы The Twins, который называется Passion Factory Records, а в 2004 году переиздан.

## Список композиций
1. Modern Lifestyle (3:37) (музыка — Свен Дороу, текст — Ронни Шрайнцер)
2. Face To Face — Heart To Heart (3:47) (музыка — Свен Дороу, Ронни Шрайнцер, текст — Свен Дороу)
3. Regret (4:11) (музыка — Ронни Шрайнцер, текст — Свен Дороу)
4. Knights Of Old (4:07) (музыка — Ронни Шрайнцер, текст — Свен Дороу)
5. Automatic Man (4:59) (музыка — Свен Дороу, текст — Ронни Шрайнцер)
6. New Days, New Ways (3:52) (музыка — Свен Дороу, текст — Ронни Шрайнцер)
7. Gilded Cage (4:17) (музыка — Свен Дороу, текст — Ронни Шрайнцер)
8. I'm Staying Alive (4:08) (музыка — Свен Дороу, текст — Ронни Шрайнцер)
9. Birds And Dogs (4:30) (музыка — Ронни Шрайнцер, Свен Дороу, текст — Ронни Шрайнцер)
10. N 4 (4:25) (написана Свеном Дороу)

В записи 7 и 10 песни принимал участие барабанщик Маттс (Маттиас) Кэбс (нем. Matthias Käbs). Также все тексты прошли литературную обработку Тима Дауделла (британского студента, приехавшего в Германию изучать философию и помогавшего Дороу и Шрайнцеру писать тексты на неродном для них английском языке).

## Участники записи
- The Twins – продюсирование, аранжировка
- Свен Дороу –  синтезаторы
- Ронни Шрайнцер – вокал, ударные, драм-машина, синтезаторы
- Манфред Формштайн – арт-директор
- Манфред Брей – дизайн
- Хуберт Хенле – Инженер сведения
- Маттиас Хартл – Инженер звукозаписи
- Армин Хаазе, Петер Грухот – фотографы
- Тим Даудалл – литературная обработка текстов